# Varadia
Varadia (románul: Vărădia) falu Romániában, a Bánságban, Krassó-Szörény megyében.

## Fekvése
Oravicabányától 19 km-re nyugat–északnyugatra, a Karas jobb partján, a szerb határon fekszik.

## Nevének eredete
Neve a magyar váradja szóból származik és a Chilia-dombon állt várról kapta. Először 1390-ben említették, Waradia formában.

## Története
A Chilia-dombon már a rómaiak előtt is vár állt, amelyet Arcidava dák erőddel azonosítanak. A rómaiak később a falutól délkeletre, a Karas túlsó partján építették föl azonos nevű castrumukat. A Chilia-domb erődjét a középkor végén vagy az újkor elején kolostorrá alakították, amely talán azonos az 1579-ben a verseci náhijéből említett Szent Mihály arkangyal kolostorral.
1717-ben 180, 1751-ben 337 házból állt. 1775-ben a Bánsági bányakerülethez csatolták. 1777 és 1854 között ortodox esperesi kerület székhelye volt.
1832-ben Baich Tivadar, Miloš Obrenović szerb fejedelem veje vette meg a kamarától.
1848–1849-ben felváltva állt a magyar és a szerb csapatok megszállása alatt.
1857-ben pópája, Vincențiu Popovici áttért a görögkatolikus felekezetre és Ioan Bercian bogsáni görögkatolikus plébános segítségével az új egyházközségbe magával vitte a falu teljes lakosságát, mintegy háromezer főt. 1864-ben már egy második görögkatolikus parókia is megalakult a községben. Közben azonban a verseci püspökség ellenpropagandát indított és lassan a lakosok fele visszatért az ortodox hitre. Az 1880-as évekre beállt az egyensúly a két felekezet lélekszáma között. A két világháború között görögkatolikus esperesség központja volt.
A 19. század közepén Ciobeni néven egy másodlagos település alakult ki a Chilia északi oldalán, amelynek lakói 1881-től fogva visszaköltöztek az anyaközségbe.
1865-ben 10 844 holdas határának 37%-a volt szántó, 21%-a rét, 15%-a erdő, 14%-a legelő és 5%-a szőlő.
1869-ben heti- és két országos vásár tartására kapott jogot. 1876-ban kapott nagyközségi rangot.
A 19. században jelentős vörösbortermelésének a filoxéra vetett véget. 1886-tól szőlőmunkásai Versecre és a környező ipartelepekre költöztek.
1920-ban Temes vármegyei exklávéként került román közigazgatás alá, itt két másik temesi község külterületével együtt Krassó-Szörény megye része lett.

## Lakossága
1786-ban 2934, 1846-ban 3368 lakosa volt.

1900-ban 3224 lakosából 2921 volt román, 133 német, 124 magyar és 17 szerb nemzetiségű; 1609 ortodox, 1358 görögkatolikus és 233 római katolikus vallású.

2002-ben 892 lakosából 743 volt román és 129 cigány nemzetiségű; 737 ortodox, 113 görögkatolikus és 22 baptista vallású.

## Látnivalók
- Az egykori kolostor temploma oldalapszisos épület volt, melynek falát az északi oldal egy részén a természetes szikla helyettesítette. Alatta, a mészkősziklába vájva helyezkedtek el a remetecellák. 1753-ban fedezték fel és ásták ki a romokat, amelyekre az eredeti kövekből 1773-ra újra templomot emeltek. 1862-ben a Baich (Bajić) család saját kápolnájává alakíttatta át. 1872-ben Petrija Obrenović, Miloš Obrenović szerb fejedelem lánya hamvainak a számára szintén a középkori kövekből kriptát létesítettek. Az épületek körül részben ma is állnak a középkori falak.
- Baich-udvarház.

## Híres emberek

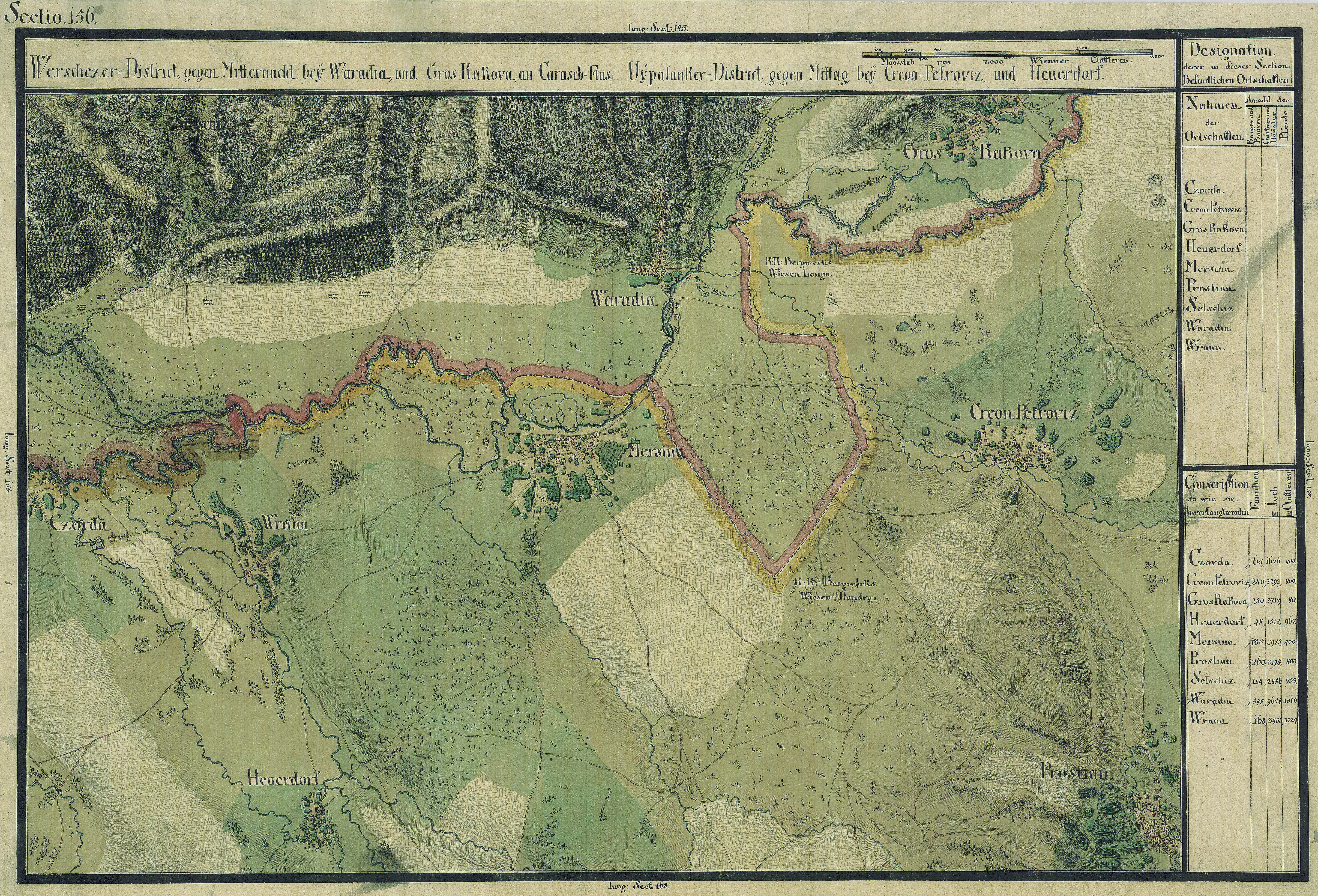
Varadia egy régi térképen

- Itt született 1764-ben Paul Iorgovici nyelvész.
- Itt született 1902-ben Romulus Fabian író.